# 막돼먹은 영애씨 14
《막돼먹은 영애씨 14》는 tvN에서 2015년 8월 10일부터 2015년 10월 5일까지 방영했으며, 《막돼먹은 영애씨》 시리즈 중 열네 번째 드라마다.

## 소개
노처녀 캐릭터를 중심으로 대한민국 직장인의 현실을 담아낸 드라마

## 등장 인물

### 영애네 사무실
- 김현숙 : 이영애 역 - 사장
- 라미란 : 라미란 역 - 디자인 상무
- 박선호 : 박선호 역 - 사원

### 낙원사 사람들
- 이승준 : 이승준 역 - 영업팀 사원
- 조덕제 : 조덕제 역 - 사장
- 윤서현 : 윤서현 역 - 영업팀 과장
- 정지순 : 정지순 역 - 영업팀 대리
- 박두식 : 박두식 역 - 디자이너
- 조현영 : 조현영 역 - 중국어 통역 겸 경리
- 스잘김 : 스잘 역 - 인쇄기사, 방글라데시 청년

### 영애 가족들
- 송민형 : 이귀현 역 - 아버지
- 김정하 : 김정아 역 - 어머니
- 정다혜 : 이영채 역 - 동생
- 고세원 : 김혁규 역 - 영채의 남편

### 주변 인물
- 김산호 : 김산호 역

### 그 외
- 허재원 : 지오 역 - 라미란의 장남
- 이우주 : 현오 역 - 라미란의 둘째 아들

### 특별출연
- 김예령 : 김예령 역 (2화)
- 강예빈 : 강예빈 역 (2화)
- 이용주 : 이용주 역 (2화)
- 박나래 : 이영애디자인 면접생 역 (5화)
- 유병재 : 유병재 역 - 낙원종합인쇄사 신입 디자이너 (6화)
- 송영길 : 송영길 역 - 상가 번영회 (8화)
- 김민경 : 김민경 역 - 영길의 아내 (8화)

## 시청률
최저 시청률과 최고 시청률은 시청률 조사회사와 지역별로 시청률에 차이가 있을 수 있습니다.
| 2015년 | 2015년   | 2015년                  | 2015년     | 2015년      |
| 회차   | 방송일   | 부제                    | AGB 시청률 | TNmS 시청률 |
| ------ | -------- | ----------------------- | ---------- | ----------- |
| 제1회  | 8월 10일 | 막돼먹은 영애씨 REBOOT  | 1.898%     | 2.2%        |
| 제2회  | 8월 11일 | 희망 없는 희망퇴직      | 2.621%     | 2.5%        |
| 제3회  | 8월 17일 | 받아버리고 온 바다      | 1.961%     | 2.0%        |
| 제4회  | 8월 18일 | 빛나거나 빚내거나       | 2.275%     | 3.0%        |
| 제5회  | 8월 24일 | 이영애 디자인           | 2.522%     | 2.5%        |
| 제6회  | 8월 25일 | 왜 하필 이 건물에 사노  | 3.206%     | 2.9%        |
| 제7회  | 8월 31일 | 이영애쓰다              | 2.253%     | 2.6%        |
| 제8회  | 9월 1일  | 구질구질한 구여친       | 2.750%     | 3.1%        |
| 제9회  | 9월 7일  | 진짜 사장님             | 2.414%     | 2.3%        |
| 제10회 | 9월 8일  | 영애 마음에 승준이 사노 | 2.231%     | 2.8%        |
| 제11회 | 9월 14일 | 눈물이 핑, 돈           | 2.565%     | 2.3%        |
| 제12회 | 9월 15일 | 베테랑 협력업체         | 3.487%     | 2.6%        |
| 제13회 | 9월 21일 | 죄와 갯벌               | 2.961%     | 2.5%        |
| 제14회 | 9월 22일 | 힐링한가위              | 3.382%     | 3.4%        |
| 제15회 | 9월 28일 | 다시 사랑한다 말할까    | 2.454%     | 2.2%        |
| 제16회 | 9월 29일 | 막돼먹은 팜므파탈       | 2.356%     | 1.5%        |
| 제17회 | 10월 5일 | 영애씨는 언제나 옳다    | 2.561%     | 2.9%        |

## 연장
- 2015년 9월 12일 : 막돼먹은 영애씨 14 방영 분량이 16부작에서 1회 연장되어 17부작으로 변경 및 확정되었다.